# Урхулакар
Урхулакар (дарг. Урхьулакъар) — село в Акушинском районе Дагестана. Входит в состав сельского поселения «Сельсовет Кассагумахинский».

## Географическое положение
Расположено в 30 км к югу от районного центра села Акуша, на р. Каракотты (бассейн р. Кулахерк).

## Население
| 1926 | 1939 | 1970 | 1989 | 2002 | 2010 | 2021 |
| ---- | ---- | ---- | ---- | ---- | ---- | ---- |
| 64   | ↗70  | ↗95  | ↘67  | ↘51  | ↗86  | ↘30  |